# 赤坂まさか
赤坂 まさかは、日本のバーチャルYouTuber（以下、VTuber）、バーチャルシンガーソングライター、アニメ超監督。

## 来歴
2018年
- 12月16日、YouTubeにデビュー。当初はオリジナルアニメ「あそ部プロジェクト！」の主人公として登場。後にバーチャルアニメプロジェクト（VAPJ）の超監督として数々の作品に携わる。

2019年
- 10月31日、自身初のオリジナル楽曲「空想生活」をデジタルリリース。編曲は七草くりむが務める。
- 12月16日、デビュー1周年を記念しオリジナル3Dモデルを制作するクラウドファンディングを開始。デザインは本生公、モデリングはモトが担当。

2020年
- 3月19日、YouTubeでクラウドファンディングによる新3Dモデルを披露するお披露目ライブを実施。

## キャラクター
赤髪が特徴で（本人は赭であると言及している）、ファンマークは「アセロラ」。活動初期は3Dモデルにカスタムキャストを用いていたが後にVカツとVirtual Castに移行、現在はクラウドファンディングで制作したオリジナルのモデルで活動している。音楽に造詣が深く、監督作品の音楽制作の他、Twitter（現X）やnoteに音楽に関するコラム等を掲載している。

## 交友関係
VTuberの響木アオのデビュー当初からのファンであることを公言している。2020年4月23日には響木が「空想生活」をカバーし、その後もミキシングやカラオケ制作を手伝うなど交流も多い。
また、VTuberの虹乃まほろや同じくバーチャルシンガーソングライターの鷹森ツヅル、夢見坂学院所属の春原つくしとは歌ってみたでコラボレーションした。

## 出演

### イベント
- SUPERCHAT Vol.4（2020年8月2日[10]、秋葉原エンタス）

## バーチャルアニメプロジェクト
『バーチャルアニメプロジェクト』は、赤坂まさかが超監督と脚本を務めるアニメプロジェクト。制作にはカスタムキャストやVカツ、Virtual Cast、UnityなどのバーチャルYouTuberの技術が使用されており、全ての作品で赤坂本人がカメオ出演している。京都アニメーション放火殺人事件の際には、グッズ売上の全収益を寄付した。作品タイトルのイニシャルはアルファベット順となっている。

### あそ部プロジェクト！
ギャクテイストのYouTubeアニメ。略称は「あそ部！」。登場人物は新百合ヶ丘中学校に通う赤坂まさか、蒼木しあん、黄梨ゆらり、黒河こえだの4人。当初はカスタムキャストを使用して制作されていたが、3話からVカツによる制作に移行した。不条理ギャグやパロディが多い。登場人物の色とイニシャルはそれぞれ色の三原色＋黒（マゼンタ、シアン、イエロー、ブラック）から取られている。

### ばんぷろ
バンドをテーマにした、VTuberバンドアニメ。軽音楽部に所属する白河いふ、香奏みんと、甘城いちご、黄梨りんごの4人の物語を描く。本編は3シリーズ存在し、加えて話題曲などを彼女たちがバンドカバーした動画も制作された。4人はライブ配信などでも活動したが、2019年8月31日に活動終了。後日譚を描いた「ばんぷろ -After Story-（大学生編）」が制作された。なお、白河いふは「あそ部プロジェクト！」の登場人物、黒河こえだの妹である（クロスオーバー）。黄梨りんごと黄梨ゆらりの関係は明らかにされていない。登場人物の色はそれぞれ光の三原色の混色（ホワイト、黄緑、ピンク、オレンジ）から取られている。

#### BandProject! -ばんぷろ-
4人の出会いから、小学生時代を描く。全6話。

#### ばんぷろ.HighSchool
4人の高校時代を描く。YouTubeの動画は漫画動画風のタイトル・サムネイルで統一されている。全6話。

#### ばんぷろ なつフェス！
架空の音楽フェス「サマートリック」出場を目指すストーリー。フル3DCGで制作されている。全14話。各話ごとに1人ずつフィーチャーされていて、各話のエンディングテーマはフィーチャーされた人物のキャラクターソングとなっている。

### CRY-SIS [クライシス]
SFアニメ。双子のアバター生命体サユとナユ、そして2人の「魂」であるまゆを中心とした近未来の物語を描く。全14話。物語にあやかった、AR技術を利用したグッズが制作された。Amazon Prime Videoで配信されている。

## ディスコグラフィ
| 発売日         | タイトル                                    | 規格     | 備考                                                         |
| -------------- | ------------------------------------------- | -------- | ------------------------------------------------------------ |
| 2019年10月31日 | 空想生活 (loves 七草くりむ)                 | 音楽配信 | 編曲はバーチャルYouTuberの七草くりむが担当。                 |
| 2020年2月20日  | #おバズり申し上げますっ☆                    | 音楽配信 |                                                              |
| 2020年2月22日  | ねこみみろじっく！                          | 音楽配信 | 猫の日を記念してリリース。                                   |
| 2020年3月22日  | ラブリイ                                    | 音楽配信 | アートワークはマイケル・ジャクソンの『バッド』のオマージュ。 |
| 2020年5月6日   | †嗚呼、罪深キ我ガ食欲っ† (Prod. 七草くりむ) | 音楽配信 | 作編曲はバーチャルYouTuberの七草くりむが担当。               |

| 発売日       | タイトル                                      | 規格     | 備考                                                 |
| ------------ | --------------------------------------------- | -------- | ---------------------------------------------------- |
| 2020年5月6日 | A-SIDE COLLECTIONS vol.1 ～初期の赤坂まさか～ | 音楽配信 | 過去楽曲のリマスタリング版を収録したミニ・アルバム。 |

| 発売日        | タイトル                                | アーティスト | 規格     | 備考 |
| ------------- | --------------------------------------- | ------------ | -------- | --- |
| 2019年6月1日  | 未来で                                  | banpro.      | シングル | アニメ「CRY-SIS [クライシス]」OPテーマ。作詞作曲・プロデュースで参加。アートワークはビートルズの『プリーズ・プリーズ・ミー』のオマージュ。 |
| 2019年6月1日  | 星も輝くこの夜の下で feat.サユとナユ    | banpro.      | シングル | アニメ「CRY-SIS [クライシス]」EDテーマ。登場人物のサユとナユの2人がデュエットで歌唱する。作詞作曲・プロデュースで参加。                    |
| 2019年7月8日  | LiVE GOES ON!!!!                        | tartett*     | シングル | アニメ「ばんぷろ なつフェス！」OPテーマ。劇中では最終話でライブ演奏された。作詞作曲・プロデュースで参加。                                  |
| 2019年7月8日  | おやすみin my dream feat.いふとみんと   | tartett*     | シングル | アニメ「ばんぷろ なつフェス！」EDテーマ。作詞作曲・プロデュースで参加。                                                                    |
| 2019年7月11日 | 白い風景 feat.白河いふ                  | tartett*     | シングル | アニメ「ばんぷろ なつフェス！」第4話EDテーマ、白河いふキャラクターソング。作詞作曲・プロデュースで参加。                                   |
| 2019年7月14日 | Sea Through feat.甘城いちご             | tartett*     | シングル | アニメ「ばんぷろ なつフェス！」第5・6話EDテーマ、甘城いちごキャラクターソング。作詞は甘城いちごと共作。                                    |
| 2019年7月16日 | 夏の鮮烈。                              | tartett*     | シングル | アニメ「ばんぷろ なつフェス！」第7話EDテーマ。作詞作曲・プロデュースで参加。                                                               |
| 2019年7月29日 | ホワイトミントLOVE feat.香奏みんと      | tartett*     | シングル | アニメ「ばんぷろ なつフェス！」第8・9話EDテーマ、香奏みんとキャラクターソング。作詞作曲・プロデュースで参加。                              |
| 2019年8月3日  | うっかりんご☆クオリティ feat.黄梨りんご | tartett*     | シングル | アニメ「ばんぷろ なつフェス！」第10・11話EDテーマ、黄梨りんごキャラクターソング。作詞作曲・プロデュースで参加。                            |
| 2019年9月30日 | tartett*                                | tartett*     | アルバム | 自身の監督作品「ばんぷろ」の劇中ユニット「tartett*（タルテット）」のオリジナル楽曲を収録したフルアルバム。プロデュースで参加。             |

## タイアップ
- ウェブポン（2020年9月11日[14]）